# Salomón González Blanco
Salomón González Blanco (22 de abril de 1900 - 17 de marzo de 1992) fue un político y abogado mexicano, que se desempeñó como senador y gobernador del estado de Chiapas y Ministro de la Suprema Corte de Justicia de la Nación.

## Biografía

### Primeros años
Nació el 22 de abril de 1900 en Catazajá, municipio de Playas de Catazajá, estado de Chiapas. Sus padres fueron Miguel González Hernández, nacido en Palenque y doña Patrocinia Blanco Corzo, originaria de Chiapa de Corzo.
Contrajo matrimonio con doña Josefa Garrido Canabal en 1929. Tuvieron cuatro hijos, de los cuales José Patrocinio González Blanco fue el más reconocido, y Haydeé González Martínez.
En Salto de Agua, aprendió sus primeras letras, estudiando la secundaria entre Tapachula y Tuxtla Gutiérrez. La preparatoria la realizó en la Escuela Nacional Preparatoria de la UNAM. En el año de 1922, inició sus estudios profesionales en la Escuela Libre de Derecho. En 1923 fue Presidente de la Unión Socialista de Estudiantes Obreros. Dada sus inquietudes en la etapa estudiantil fundó en 1922 el “Bloque Socialista de la Escuela Libre de Derecho”. Por sus ideas y actividades socialistas fue expulsado de la escuela. 
Por acuerdo del Presidente de México logró culminar sus estudios en la Facultad Nacional de Jurisprudencia de la UNAM, en el año de 1926. Al recibirse de Licenciado en derecho el 16 de mayo de 1927 presentó como Tesis “Sindicalismo y la Evolución Social”, recibiendo mención honorífica por la misma.

## Actividades académicas
Durante 14 años impartió la Cátedra del primer curso de Derecho del Trabajo, en la Facultad Nacional de Jurisprudencia de la UNAM. Años más tarde ésta Máxima casa de estudios le otorgó el grado de Doctor en Derecho “Honoris Causa”.
Del 15 de enero de 1931 al 31 de marzo de 1932 fue director del Instituto Juárez del estado de Tabasco.

## Actividades políticas
Poder Legislativo Federal:
- Senador por el estado de Tabasco, en la XXXVI Legislatura, del 6 de septiembre de 1934 al 27 de diciembre del mismo año.
- Senador por el estado de Chiapas en la L y LI Legislaturas del 1 de septiembre de 1976 al 30 de noviembre de 1982.

Poder Ejecutivo Federal:
Su primer nombramiento en la Secretaría del Trabajo y Previsión Social fue de director general de Funcionarios Conciliadores, del 15 de febrero de 1947 al 20 de septiembre del mismo año. Oficial Mayor de la Secretaría del Trabajo y Previsión Social, del 21 de septiembre de 1947 al 31 de diciembre de 1952. Subsecretario de la Secretaria del Trabajo y previsión Social del 1 de enero de 1953 al 16 de noviembre de 1957. Encargado del despacho del Secretario del 17 de noviembre de 1957 al 30 de noviembre de 1958.
En dos períodos presidenciales en el Gabinete de Adolfo López Mateos y en el de Gustavo Díaz Ordaz, desempeñó el cargo de Secretario del Trabajo y previsión Social (1° de diciembre de 1958 al 30 de noviembre de 1970).
Fue Presidente de la Comisión encargada de elaborar el proyecto de Nueva Ley Federal del Trabajo, la cual entró en vigor el 1 de mayo de 1970 la que estuvo vigente hasta noviembre del año 2012.
Gobierno de Chiapas:
Se desempeñó como Gobernador del estado de Chiapas del 7 de diciembre de 1977 al 28 de noviembre de 1979. 
Honores:
Por su larga trayectoria política fue distinguido en 1985 con la Medalla “Belisario Domínguez” que otorga la H Cámara de Senadores a mexicanos destacados.

## Fallecimiento
Fallece en la ciudad de México el 17 de marzo de 1992 a los 91 años.